# Partido de la Solución y la UE
El Partido de la Solución y la UE (en turco: Çözüm ve AB Partisi, abreviado como ÇABP) fue un partido político en República Turca del Norte de Chipre (RTNC, o simplemente Chipre del Norte) que nunca obtuvo representación parlamentaria. Fue fundado en 2003 como un partido económicamente de derecha y socialmente liberal para promover la reunificación de Chipre bajo el Plan Annan. Se contrastaba con los demás partidos partidarios de la reunificación de las dos Chipres, todos los cuales eran de izquierda. Fue disuelto tras no poder ingresar al parlamento en las elecciones de 2003.

## Historia
El partido fue fundado el 21 de agosto de 2003 con Ali Erel, director de la Cámara de Comercio Turcochipriota en ese momento, como presidente. Su junta fundadora también estaba compuesta en su mayoría por empresarios miembros de la Cámara de Comercio. Tras la presentación de los documentos fundacionales del partido al Ministerio del Interior el 22 de agosto de 2003, Erel celebró una conferencia de prensa en el Hotel Saray de Nicosia para declarar los principios del partido. El 13 de octubre de 2003 publicó una convocatoria abierta de candidatos para las elecciones parlamentarias del 15 de diciembre. Las encuestas preelectorales estimaron que el porcentaje de votos del partido estaba entre el 2% y el 6%. Si el partido hubiera obtenido el 5%, habría podido ingresar al parlamento; Etyen Mahçupyan afirmó que esto determinaría si el bloque prosolución podría reclamar una mayoría en las elecciones.
Se disolvió después de no poder ingresar al parlamento.

## Posiciones políticas
La razón de ser del partido era apoyar la reunificación de Chipre según los términos del Plan Annan y, por tanto, garantizar la membresía de los turcochipriotas en la Unión Europea (UE), de ahí su nombre. Erel, su presidente fundador, afirmó que pretendía ser una alternativa liberal y económicamente de derecha a favor de una solución, ya que todos los demás partidos que apoyaban la reunificación en ese momento (encabezados por el Partido Republicano Turco) eran de origen izquierdista. Según Erel, el partido habría representado a aquellos que se oponían a Rauf Denktash, el primer presidente de Chipre del Norte, pero que tampoco estaban dispuestos a apoyar las políticas económicas socialdemócratas o socialistas promovidas por otros partidos prosolución. Su afirmación fue que esto representaba hasta el 30% de la sociedad turcochipriota en ese momento. Con esta posición política, el partido pretendía explícitamente ganar votos del Partido de Unidad Nacional (PUN) y del Partido Demócrata (PD), de derechas pero contrarios a la reunificación; De hecho, se observó que varios de los fundadores habían estado asociados anteriormente con el líder del PD, Serdar Denktaş.
Ali Bizden informó que el partido fue el resultado de una ruptura de las conversaciones entre el Partido Republicano Turco (CTP) y el equipo de Ali Erel. Inicialmente, la CTP se había declarado sede de todas las fuerzas pro-solución y añadió la etiqueta «Fuerzas Unidas» a su nombre, y posteriormente trabajó para Erel para participar en las elecciones en su lista. Erel había exigido la copresidencia del movimiento y, ante la negativa del CTP, el acuerdo se vino abajo. El partido terminó firmando un acuerdo con el Partido Republicano Turco y el Movimiento por la Paz y la Democracia sobre principios comunes a favor de la solución, comprometiéndose a colaborar para formar una coalición después de las elecciones si era posible, y también a nunca colaborar con partidos contrarios a la solución.